# بیمارستان امام خمینی (شهریار)
بیمارستان امام خمینی بیمارستانی است درمانی واقع در شهر شهریار، استان تهران وابسته به دانشگاه علوم پزشکی ایران است.